# Holroyd
Holroyd är en del av en befolkad plats i Australien. Den ligger i kommunen Holroyd och delstaten New South Wales, i den sydöstra delen av landet, omkring 24 kilometer väster om delstatshuvudstaden Sydney. Antalet invånare är 242.
Runt Holroyd är det mycket tätbefolkat, med 1 819 invånare per kvadratkilometer.. Närmaste större samhälle är Blacktown, nära Holroyd. 
Runt Holroyd är det i huvudsak tätbebyggt. Genomsnittlig årsnederbörd är 1 380 millimeter. Den regnigaste månaden är februari, med i genomsnitt 200 mm nederbörd, och den torraste är juli, med 36 mm nederbörd.